# Elbingerode
Elbingerode település Németországban, azon belül Alsó-Szászország tartományban. Lakosainak száma 430 fő (2023. december 31.).

## Népesség
A település népességének változása:
| Lakosok száma | 470  | 459  | 442  | 447  | 433  | 430  | 430  |
|               | 2014 | 2016 | 2017 | 2019 | 2021 | 2022 | 2023 |